# Vallvallida
Vallvallida – miejscowość w Hiszpanii, w Katalonii, w prowincji Barcelona, w comarce Maresme, w gminie Teià.
Według danych INE w 2020 roku liczyła 357 mieszkańców – 177 mężczyzn i 180 kobiet. 